# 亀井英樹
亀井 英樹（かめい ひでき、1986年6月9日 - ）は、日本の俳優。岐阜県出身。血液型B型。

## 来歴
高校時代は演劇部に所属。
2004年4月、高校生の際にリジッター企画の中島庸介・馬渕史香らが立ち上げた劇団ちQぎの卒業と、旗揚げ公演に参加。以降、2007年までに所属。
2010年、名古屋おもてなし武将隊のオーディションに挑戦し、陣笠隊として亀吉役に選ばれ、2015年3月まで約5年間務めた。
また、その間にも舞台・映画に出演。
名古屋おもてなし武将隊を卒業後は東京・名古屋で多数の舞台に出演。
2016年9月、劇団わに社主宰 林優と共に演劇ユニット「ワニガメろどりげす。」を結成。

## 人物
趣味はダーツ、ツーリング、深海生物に関する考察（ブログ プロフィールより）。他にはプラモデルやインテリア小物、アクセサリー作りもする。また、小道具としての模造刀なども作る。名古屋おもてなし武将隊時代に作陶も経験している。最近はサバイバルゲームも楽しんでいる。実は大の甘党。

## 出演

### 舞台
2004年
- 劇団ちQぎ 第1回公演 「イコール」（4月、岐阜・アトリエゼロ） - ゼウス 役

2005年
- 劇団ちQぎ 第3回公演 「魔女のスープ」（4月、岐阜・御浪町ホール） - 火付け屋
- 劇団ちQぎ 第4回公演 「火付け屋」（9月 岐阜 御浪町ホール)

2006年
- 劇団ちQぎ 第6回公演 「一生の花」（9月、岐阜・御浪町ホール） - 音の神 役

2007年
- 劇団ちQぎ 番外公演 「祭りの國」（1月、岐阜・御浪町ホール） - 太郎 役
- 劇団アルデンテ 第10回公演 「炎」劇団ちQぎから客演（10月）
- 劇団ちQぎ 第7回公演 「こちらの世界平和〜口先三千〜」（12月、名古屋・theaterMOON）

2009年
- 劇団アルデンテ 第15回公演 「炎-再燃-」（10月、岐阜市文化センター小劇場）

2010年
- 劇団アルデンテ 第16回公演 「8.」（4月 、阜・御浪町ホール）

2011年
- 絆 「陣笠物語」名古屋おもてなし武将隊 亀吉（2月、テレピアホール）

2012年
- ユニット ガク 「エソラカラア」（1月、ナンジャーレ）
- 絆 「悠久の彼方へ」名古屋おもてなし武将隊 亀吉（3月、テレピアホール）
- 人生応援劇団 パンジャーボンバーズ パンジャー3島目 「lettre true2 Saison son2」
- 人生応援劇団 パンジャーボンバーズ 「PB SHOW」（12月、名古屋）

2013年
- 絆 「永劫の誓い」名古屋おもてなし武将隊 亀吉（3月、テレピアホール）
- 劇団アルデンテ  第21回公演 「鬼面 満ちる月見上げ慟哭す」（4月、愛知県芸術劇場小ホール）

2014年
- 絆 「天我の風」名古屋おもてなし武将隊 亀吉（3月、テレピアホール）
- 劇団アルデンテ 第23回公演 「ハハハシル」（6月、名古屋・ちくさ座）[2]

2015年
- 絆 「紅蓮の大空へ」名古屋おもてなし武将隊 亀吉（3月、テレピアホール）
- 人生応援劇団パンジャーボンバーズ 7島目公演 「William Shakespeare 十二夜」（9月、栄能楽堂） - オーシーノ公爵 役
- 劇団アルデンテ 第26回公演 「くさってたまるか」（10月、岐阜・御浪町ホール） - 佐藤 役
- キ上の空論の短い話#1 「ああ、色は思案の外」（12月、新宿眼科画廊スペース0）

2016年
- K2企画 プロデュース公演 「澄み渡る青空に、綺麗な虹」（1月、BRICK YARD）
- 人生応援劇団 パンジャーボンバーズ ぱんじゃいるどまつり！ふぉーす 「進め！タケオ冒険団」（3月、栄能楽堂）
- 疾駆猿 第壱回イベント 「猿知恵の集い」（5月、阿佐ヶ谷・ひつじ座）
- 疾駆猿 第伍回公演 「VAGUENIGMA -1958- 日和見助手の怪異レポート【総記】」[3]（6月、シアターKASSAI） - 長尾縄照 役
- ぐりむの法則「コウの花嫁」（8月、名古屋・ちくさ座） - ハクビ 役
- 演劇ユニット ワニガメろどりげす。 「わにがめろどりげす。」（9月、名古屋・ナンジャーレ） - カメイ 役
- HeiJiTU完売劇場（10月、大須・Dt.BLD）
- NNP 「METAL LOVERS」（10月、名古屋・ナビロフト）
- うさ亀企画 朗読劇 「PRONTO丸の内店 亀井店長の不思議なお茶会」（11月、名古屋・PRONTO丸の内店）
- 演劇ユニット 森の太郎 「もりたろライブ vol.43」[4]（12月、サブテレニアン） - 亀井・レオナルド・英樹 役

2017年
- dopeAdope 「The Prison Locker」（2月、サンモールスタジオ） - 谷本勉 役
- ワニガメろどりげす。「さくらさよなら」（3月、名古屋・CAFE TOLAND）
- ピウス企画 「PLAYROOM」[5]（5月、シアターKASSAI） - 成岡涯 役
- ワニガメろどりげす。「enigmatic black」（6月、名古屋ナンジャーレ） - ナルミ 役
- ピウス企画 「Trading Life」[6]（7月、シアターグリーンBIG TREE THEATER） - 宮永克己 役
- Re:Re「あのこがハジける感謝祭（7月、Cafe&bar 木星劇場）
- ぐりむの法則「コウの花嫁」（9月、名古屋・ちくさ座） - ハクビ 役
- ぐりむの法則「フクロウガスム」（9月、名古屋・ちくさ座） - モズ 役
- 疾駆猿 第陸回公演 「VAGUENIGUMA-1959-」（10月、シアターKASSAI） - 多治比石守 役
- 劇団わに社 第五営業 「かかって来い、ハンセイ！」（11月、名古屋・ちくさ座） - 鈴木タツタカ 役
- ルドビコ★vol.10 「オセロ〜青い薔薇と緑の炎〜」（12月、サンモールスタジオ） - グラシャーノ 役

2018年
- 大須偶像モラトリアム インスタ映えできない私達。 「ピンク色のオトコ」（1月、名古屋・galleryアンチクライヒト）
- エンテナ PLAY UNION 『赤い絆の橋の上、ここからはじまる時のコト』-ブラックスタジアム-（2月、浅草九劇） - 蓮虎連 役
- 劇団シャイニング from うたの☆プリンスさまっ♪ 「JOKER TRAP」（4月、銀河劇場 / 5月、シアタードラマシティ）
- ARATOLiプロデュース公演 「ブラックスタジアム〜each way〜」（6月、名古屋・ナンジャーレ）
- 「七つの大罪 The STAGE」（8月3日-12日、天王洲 銀河劇場 / 8月18日-20日、シアター・ドラマシティ）
- 萬腹企画 6杯目 「SYNAPSE-シナプス-」（11月、上野ストアハウス） - 木原刑事 役
- ゴールデンアックス（12月19日-24日、築地本願寺ブディストホール） - レッドドラゴン 役

2019年
- ピウス企画×人狼TLPT 人狼TLPT S「トランスミッション」（2月、萬劇場） - 泥棒ピエール 役
- 舞刀ユニット 暁 解散公演（3月、名古屋・七ツ寺共同スタジオ）
- ぐりむの法則「カメラオンラプソディ」「カナリアイロニカル」（4月11日-15日、名古屋・G/pit）
- 三上俊×長谷川太郎プロデュース公演「クローバークラブ」（6月25日-30日、エビスSTARバー） - 安藤千尋 役
- SCANP「桃太郎狂言記」（7月、名古屋・千種文化小劇場） - 雪丸 役
- きくえのもとぐりむ 朗読「でかける時はいつも」（8月31日-9月3日、新宿眼科画廊スペース地下） - ナツ 役
- うたの☆プリンスさまっ♪シアターシャイニング「エヴリィBuddy!」（10月、シアタードラマシティステラボール）

### 映画
- 三河映画第一弾 岩松あきら監督作品「幸福な結末」[7]（2012年公開） - 男子高校生 役
- 佐藤慶紀監督作品「HER MOTHER」[8]（2017年公開） - 娘を殺した死刑囚との対話 刑務官 役

### テレビドラマ
- 信長の来る部屋（2014年1月、メ～テレ）
- 三人兄弟（2015年10月、メ～テレ）
- JOKER×FACE（2019年1月、フジテレビ）

### ラジオ
- 0時のつぶやき 水曜日第2部（2012年10月 - 2013年9月、CBCラジオ）
- CBCラジオ虎の穴 月曜 - 木曜（2013年9月 - 2014年3月、CBCラジオ）
- 名古屋おもてなし武将隊 戦国音絵巻（2014年3月 - 2015年3月、CBCラジオ）

### イベント
- ASTLITE x うさ亀presents 「アストラタイム」（2016年12月、今池・SECOND VISION）
- HeiJiTU完売劇場 トークショーイベント（2017年2月、イオン新瑞橋店）
- ぐりむの法則 「コウフクロウ」プレイベント（2017年5月、名古屋・カラーブロックカフェ）
- ぐりむの法則 「えのもとぐりむx宮下貴浩 トークイベント」 第2部（2017年6月、吉祥寺・ステージカフェ下北沢亭）

### その他
- 名古屋観光ルートバス メーグル 車内アナウンス[9]（2012年4月 - 2015年3月）
- 地元愛プロジェクト -亀吉の陶芸部-（2013年、多治見・虎渓窯）
- 教えて亀吉さん！ 名古屋港水族館裏側探検ツアー（2013年）

### CD
- 百花繚乱（2011年4月、ビクターエンターテイメント）
- 一撃（2011年11月、ポニーキャニオン）
- 不離威騎！（2014年10月、ビクターエンターテイメント）